# Thaa

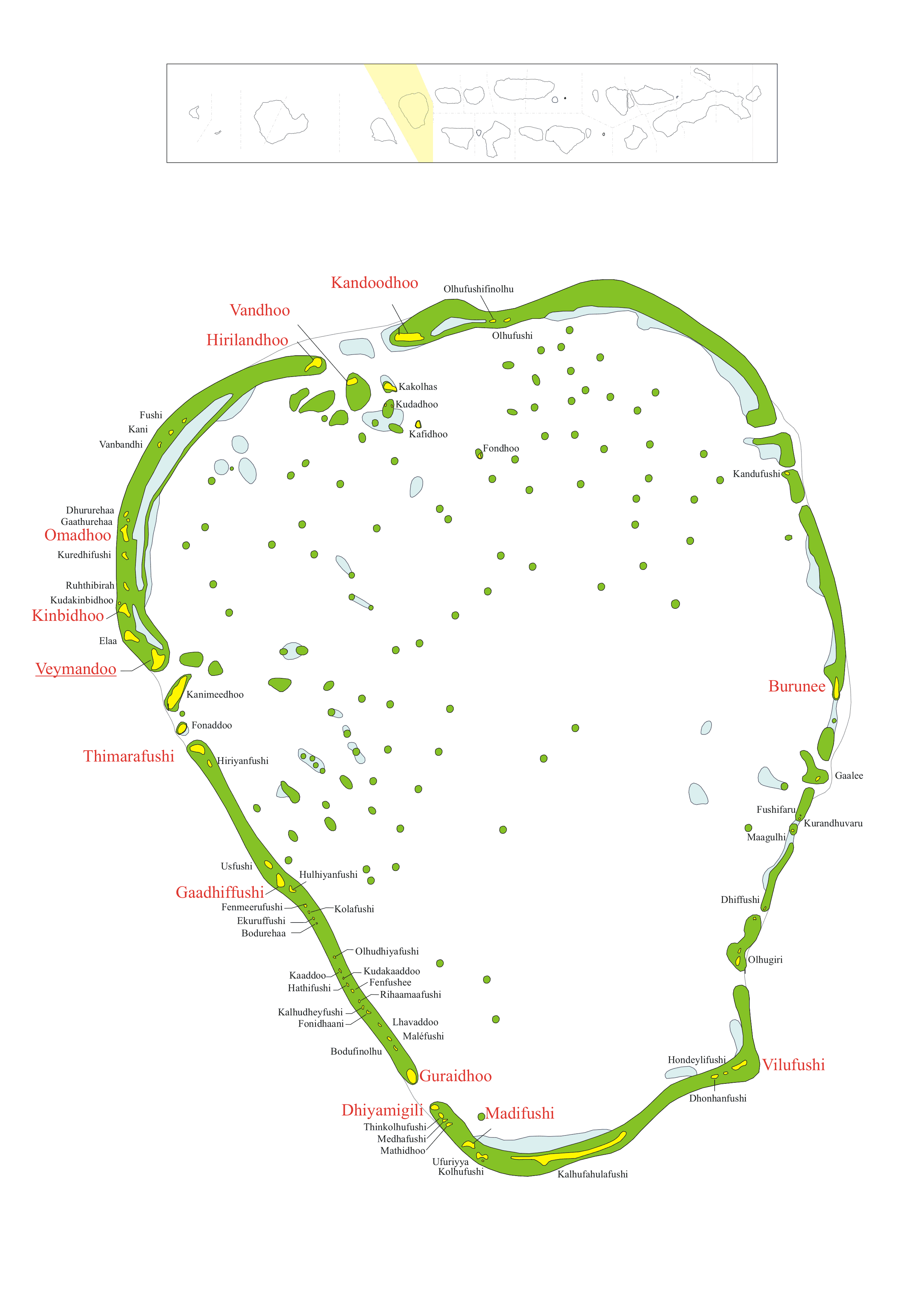
Mapa atolu

Thaa je administrativní atol na Maledivách. Hlavní město atolu se nazývá Veymandoo. Sestává ze 66 ostrovů, z toho 13 je obydlených. Počet obyvatel činí 11 994. Atol řídí Ahmed Shareef Adam. Tento administrativní atol se rozkládá pouze na jednom přírodním atolu Kolhumadulu .

## Obydlené ostrovy
- Burunee
- Dhiyamingili
- Gaadhiffushi
- Guraidhoo
- Hirilandhoo
- Kandoodhoo
- Kinbidhoo
- Madifushi
- Omadhoo
- Thimarafushi
- Vandhoo
- Veymandoo
- Vilufushi